# Championnat de Belgique de football de quatrième division 1953-1954
Navigation
saison précédente saison suivante
Le Championnat de Belgique de football D4 1953-1954 est la deuxième édition du championnat de Promotion belge en tant que 4e niveau national.
Cette 2e édition sourit aux équipes wallonnes qui remportent trois des quatre titres, dont deux pour la Province de Liège. Ce cas de figure ne se reproduit pas souvent dans les 60 années qui suivent.
La Louvière, relégué de D3, remonte directement. Les trois autres clubs sacrés ont également déjà connu le 3e niveau par le passé.
Les promus depuis les séries de P1 prestent joliment car seuls trois d'entre eux (Everbeur, Menin, Tervuren) effectuent l'aller-retour.

## Participants 1953-1954
64 clubs prennent part à cette compétition, soit le même nombre que lors de l'édition précédente.
Les clubs dont le matricule est renseigné en gras existent encore lors de la saison 2012-2013.

### Série A
| #  | Nom                                   | Mat. | Ville           | Stades       | Provinces  | En Prom depuis  | Total en Prom. | S. précédente      |
| -- | ------------------------------------- | ---- | --------------- | ------------ | ---------- | --------------- | -------------- | ------------------ |
| 1  | Royal Union Halloise                  | 87   | Hal             | ??           | Brabant    | 1953-1954 (1re) | 1 saison       | Div. 3 Série B 16e |
| 2  | Royal Ixelles Sporting Club           | 42   | Ixelles         | ??           | Brabant    | 1952-1953 (2e)  | 2 saisons      | 4e Série D         |
| 3  | Royal Cercle Sportif Brainois         | 75   | Braine-l’Alleud | ??           | Brabant    | 1952-1953 (2e)  | 2 saisons      | 2e Série D         |
| 4  | Royale Union Hutoise Football Club    | 76   | Huy             | ??           | Liège      | 1952-1953 (2e)  | 2 saisons      | 5e Série B         |
| 5  | Racing Football Club Montegnée        | 77   | Montegnée       | ??           | Liège      | 1952-1953 (2e)  | 2 saisons      | 2e Série C         |
| 6  | Royal Cercle Sportif Hallois          | 120  | Hal             | ??           | Brabant    | 1952-1953 (2e)  | 2 saisons      | 9e Série D         |
| 7  | Royale Jeunesse Arlonaise             | 143  | Arlon           | Beau Site    | Luxembourg | 1952-1953 (2e)  | 2 saisons      | 2e Série B         |
| 8  | Royal FC Jeunesse Sportive Athusienne | 254  | Athus           | ??           | Luxembourg | 1952-1953 (2e)  | 2 saisons      | 10e Série B        |
| 9  | Royal Racing Club Vottem              | 279  | Vottem          | ??           | Liège      | 1952-1953 (2e)  | 2 saisons      | 9e Série C         |
| 10 | Royal Cercle Sportif Florennois       | 268  | Florennes       | ??           | Namur      | 1952-1953 (2e)  | 2 saisons      | 11e Série B        |
| 11 | Football Club La Rhodienne            | 1274 | Rhode-St-G.     | ??           | Brabant    | 1952-1953 (2e)  | 2 saisons      | 5e Série D         |
| 12 | Cercle Sportif Libramontois           | 1590 | Libramont       | ??           | Luxembourg | 1952-1953 (2e)  | 2 saisons      | 8e Série B         |
| 13 | Union Basse-Sambre Auvelais           | 4290 | Auvelais        | ??           | Namur      | 1952-1953 (2e)  | 2 saisons      | 12e Série B        |
| 14 | Royal Cercle Sportif Andennais        | 307  | Andenne         | Julien Pappa | Namur      | 1953-1954 (1re) | 1 saison       | P1 Namur           |
| 15 | Royal Ans Football Club               | 617  | Ans             | ??           | Liège      | 1953-1954 (1re) | 1 saison       | P1 Liège           |
| 16 | Léopold Club Bastogne                 | 2263 | Bastogne        | ??           | Luxembourg | 1953-1954 (1re) | 1 saison       | P1 Luxembourg      |

### Localisations Série A
| \| Ixelles Rhodienne Braine U. Halloise CS Hallois Montegnée Vottem Ans Huy Andenne Auvelais Florennois Bastogne Libramont Arlon Athus \| Localisation des clubs engagés en Promotion A 1953-1954 |
| Ixelles Rhodienne Braine U. Halloise CS Hallois Montegnée Vottem Ans Huy Andenne Auvelais Florennois Bastogne Libramont Arlon Athus                                                               |

### Série B
| #  | Nom                                      | Mat. | Ville                | Stades            | Provinces | En Prom depuis    | Total en Prom. | S. précédente      |
| -- | ---------------------------------------- | ---- | -------------------- | ----------------- | --------- | ----------------- | -------------- | ------------------ |
| 1  | Koninklijke Mol Sport                    | 852  | Mol                  | ??                | Anvers    | 1953-1954 (1re)   | 1 saison       | Div. 3 Série A 16e |
| 2  | Football Club Helzold                    | 1488 | Zolder               | ??                | Limbourg  | 1953-1954 (1re)   | 1 saison       | Div. 3 Série A 15e |
| 3  | Royal Football Club Bressoux             | 23   | Bressoux             | ??                | Liège     | D2 1952-1953 (2e) | 2 saisons      | 3e Série B         |
| 4  | Royal Fléron Football Club               | 33   | Fléron               | ??                | Liège     | 1952-1953 (2e)    | 2 saisons      | 7e Série B         |
| 5  | Royal Excelsior Football Club Hasselt    | 37   | Hasselt              | Stedelijkestadion | Limbourg  | 1952-1953 (2e)    | 2 saisons      | 5e Série C         |
| 6  | Royal Football Club Union Wandre         | 74   | Wandre               | ??                | Liège     | 1952-1953 (2e)    | 2 saisons      | 12e Série C        |
| 7  | Koninklijke Aarschot Sport               | 441  | Aarschot             | ??                | Brabant   | 1952-1953 (2e)    | 2 saisons      | 7e Série C         |
| 8  | Koninklijke Wezel Sport                  | 844  | Mol                  | ??                | Anvers    | 1952-1953 (2e)    | 2 saisons      | 4e Série C         |
| 9  | Football Club Verbroedering Arendonk     | 915  | Arendonk             | ??                | Anvers    | 1952-1953 (2e)    | 2 saisons      | 13e Série C        |
| 10 | Lommelse Sportkring                      | 1986 | Lommel               | ??                | Limbourg  | 1952-1953 (2e)    | 2 saisons      | 10e Série C        |
| 11 | Koninklijke Voetbalvereniging Vosselaar  | 2391 | Vosselaar            | ??                | Anvers    | 1952-1953 (2e)    | 2 saisons      | 3e Série C         |
| 12 | Football Club Eendracht Houthalen        | 2402 | Houthalen            | ??                | Limbourg  | 1952-1953 (2e)    | 2 saisons      | 6e Série C         |
| 13 | Football Club Esperanza Neerpelt         | 2529 | Neerpelt             | ??                | Limbourg  | 1952-1953 (2e)    | 2 saisons      | 8e Série C         |
| 14 | Royal Albert Club Chèvremontois          | 529  | Vaux-sous-Chèvremont | ??                | Liège     | 1953-1954 (1re)   | 1 saison       | P1 Liège           |
| 15 | Koninklijke Voetbalvereniging Looi Sport | 569  | Tessenderlo          | ??                | Limbourg  | 1953-1954 (1re)   | 1 saison       | P1 Limbourg        |
| 16 | Everbeur Sport Averbode                  | 2030 | Averbode             | ??                | Brabant   | 1953-1954 (1re)   | 1 saison       | P1 Brabant         |

### Localisations Série B
| \| Liège: · R. FC Bressoux · R. FC Union Wandre · + · R. Fléron FC · R. AC Chèvremontois Vosselaar Arendonk Wezel Mol Sp. Neerpelt Houthalen Helzold Looi Hasselt Lommel Aarschot Averb. Liège \| Localisation des clubs engagés en Promotion B 1953-1954 |
| Liège: · R. FC Bressoux · R. FC Union Wandre · + · R. Fléron FC · R. AC Chèvremontois Vosselaar Arendonk Wezel Mol Sp. Neerpelt Houthalen Helzold Looi Hasselt Lommel Aarschot Averb. Liège                                                               |

### Série C
| #  | Nom                                       | Mat. | Ville           | Stades        | Provinces | En Prom depuis  | Total en Prom. | S. précédente      |
| -- | ----------------------------------------- | ---- | --------------- | ------------- | --------- | --------------- | -------------- | ------------------ |
| 1  | Royale Association Athlétique Louviéroise | 93   | La Louvière     | ??            | Hainaut   | 1953-1954 (1re) | 1 saison       | Div. 3 Série B 15e |
| 2  | Royal Léopold Club de Bruxelles           | 5    | Uccle           | Parc Brugmann | Brabant   | 1952-1953 (2e)  | 2 saisons      | 13e Série B        |
| 3  | Royal Vilvorde Football Club              | 49   | Vilvorde        | ??            | Brabant   | 1952-1953 (2e)  | 2 saisons      | 8e Série D         |
| 4  | Royal Crossing Football Club Ganshoren    | 55   | Ganshoren       | ??            | Brabant   | 1952-1953 (2e)  | 2 saisons      | 4e Série B         |
| 5  | Royal Football Club Athois                | 67   | Ath             | ??            | Hainaut   | 1952-1953 (2e)  | 2 saisons      | 7e Série D         |
| 6  | Royal Cercle Sportif Saint-Josse          | 83   | St-Josse        | ??            | Brabant   | 1952-1953 (2e)  | 2 saisons      | 9e Série B         |
| 7  | Royal Léopold Club Hornu                  | 129  | Hornu           | ??            | Hainaut   | 1952-1953 (2e)  | 2 saisons      | 12e Série D        |
| 8  | Royale Union Jemappes                     | 136  | Jemappes        | ??            | Hainaut   | 1952-1953 (2e)  | 2 saisons      | 6e Série D         |
| 9  | Royal Sporting Club Wasmes                | 137  | Wasmes          | ??            | Hainaut   | 1952-1953 (2e)  | 2 saisons      | 13e Série D        |
| 10 | Koninklijke Football Club Duffel          | 284  | Duffel          | ??            | Anvers    | 1952-1953 (2e)  | 2 saisons      | 10e Série D        |
| 11 | Royal Sporting Club Union Progrès Jette   | 474  | Jette           | ??            | Brabant   | 1952-1953 (2e)  | 2 saisons      | 6e Série B         |
| 12 | Football Club Nijlen                      | 1065 | Nijlen          | ??            | Anvers    | 1952-1953 (2e)  | 2 saisons      | 11e Série C        |
| 13 | Voetbalclub Vlug en Vrij Terhagen         | 2645 | Terhagen        | ??            | Anvers    | 1952-1953 (2e)  | 2 saisons      | 11e Série D        |
| 14 | Football Club Nut en Vermaak Grobbendonk  | 380  | Grobbendonk     | ??            | Anvers    | 1953-1954 (1re) | 1 saison       | P1 Anvers          |
| 15 | Koninklijke New Star Tervuren             | 384  | Tervuren        | ??            | Brabant   | 1953-1954 (1re) | 1 saison       | P1 Brabant         |
| 16 | Royal Football Club Houdinois             | 704  | Houdeng-Gœgnies | ??            | Hainaut   | 1953-1954 (1re) | 1 saison       | P1 Hainaut         |

### Localisations Série C
| \| Bruxelles: · R. Crossing FC Ganshoren · R. Léopold CB · R. CS St-Josse · R. SCUP Jette Grobbendonk Nijlen Terhagen Duffel Bruxelles Vilvorde Tervuren Ath La Louvière Houdeng-G. Jemappes Hornu Wasmes \| Localisation des clubs engagés en Promotion C 1953-1954 |
| Bruxelles: · R. Crossing FC Ganshoren · R. Léopold CB · R. CS St-Josse · R. SCUP Jette Grobbendonk Nijlen Terhagen Duffel Bruxelles Vilvorde Tervuren Ath La Louvière Houdeng-G. Jemappes Hornu Wasmes                                                               |

#### Localisation des clubs bruxellois
les 4 cercles bruxellois sont :
(2) R. SCUP Jette
(3) R. Crossing FC Ganshoren
(13)R. CS St-Josse
(23) R. Léopold CB

### Série D
| #  | Nom                                              | Mat. | Ville      | Stades           | Provinces       | En Prom depuis  | Total en Prom. | S. précédente      |
| -- | ------------------------------------------------ | ---- | ---------- | ---------------- | --------------- | --------------- | -------------- | ------------------ |
| 1  | Cappellen Football Club Koninklijke Maatschappij | 43   | Kapellen   | ??               | Anvers          | 1952-1953 (2e)  | 2 saisons      | 13e Série A        |
| 2  | Koninklijke Sportvereniging Oudenaarde           | 81   | Audenarde  | ??               | Fl. orientale   | 1952-1953 (2e)  | 2 saisons      | 8e Série A         |
| 3  | Koninklijke Racing Club Borgerhout               | 84   | Borgerhout | ??               | Anvers          | 1952-1953 (2e)  | 2 saisons      | 10e Série A        |
| 4  | Koninklijke Boechoutse Voetbalbvereniging        | 121  | Boechout   | ??               | Anvers          | 1952-1953 (2e)  | 2 saisons      | 3e Série D         |
| 5  | Koninklijke Sportkring Roeselare                 | 134  | Roulers    | 't Motje         | Fl. occidentale | 1952-1953 (2e)  | 2 saisons      | 5e Série A         |
| 6  | Koninklijke Football Club Eeklo                  | 231  | Eeklo      | ??               | Fl. orientale   | 1952-1953 (2e)  | 2 saisons      | 3e Série A         |
| 7  | Koninklijke Racing Club Lokeren                  | 282  | Lokeren    | ??               | Fl. orientale   | 1952-1953 (2e)  | 2 saisons      | 4e Série A         |
| 8  | Koninklijke Sportkring Hoboken                   | 285  | Hoboken    | ??               | Anvers          | 1952-1953 (2e)  | 2 saisons      | 7e Série A         |
| 9  | Koninklijke Football Club Roeselare              | 286  | Roulers    | Rodenbachstadion | Fl. occidentale | 1952-1953 (2e)  | 2 saisons      | 6e Série A         |
| 10 | Koninklijke Sportkring Geraardsbergen            | 290  | Grammont   | ??               | Fl. orientale   | 1952-1953 (2e)  | 2 saisons      | 9e Série A         |
| 11 | Royal Stade Mouscronnois                         | 508  | Mouscron   | ??               | Fl. occidentale | 1952-1953 (2e)  | 2 saisons      | 12e Série A        |
| 12 | Football Club Germinal Ekeren                    | 3530 | Ekeren     | Veltwijkstadion  | Anvers          | 1952-1953 (2e)  | 2 saisons      | 11e Série A        |
| 13 | Sportvereniging Waregem                          | 4451 | Harelbeke  | Gaverbeek        | Fl. occidentale | 1952-1953 (2e)  | 2 saisons      | 2e Série A         |
| 14 | Royale Association Sportive Renaisienne          | 38   | Renaix     | avenue du 4 mars | Fl. orientale   | 1953-1954 (1re) | 1 saison       | P1 Fl. orientale   |
| 15 | Koninklijke Sportclub Menen                      | 56   | Menin      | D. Devosstadion  | Fl. occidentale | 1953-1954 (1re) | 1 saison       | P1 Fl. occidentale |
| 16 | Football Club Waaslandia Burcht                  | 557  | Burcht     | ??               | Anvers          | 1953-1954 (1re) | 1 saison       | P1 Anvers          |

### Localisations Série D
| \| Anvers: · Cappellen FC KM · K. RC Borgerhout · K. SK Hoboken · FC Germinal Ekeren Anvers W. Burcht Bouchout FC Roeselare SK Roeselare Waregem Mouscron Menin Eeklo Lokeren Audenarde Renaix Grammont \| Localisation des clubs engagés en Promotion D 1953-1954 |
| Anvers: · Cappellen FC KM · K. RC Borgerhout · K. SK Hoboken · FC Germinal Ekeren Anvers W. Burcht Bouchout FC Roeselare SK Roeselare Waregem Mouscron Menin Eeklo Lokeren Audenarde Renaix Grammont                                                               |

## Classements finaux
- Le nom des clubs est celui employé à l'époque

Légende
- Clubs champions et promus en Division 3 la saison suivante
- Clubs relégués en Première provinciale la saison suivante

Abréviations
 : Clubs relégués de « Division 3 » depuis la saison précédente 
: Clubs promus de Première provinciale depuis la saison précédente

### Promotion A
| Rang | Équipe                      | Pts | J  | G  | N  | P  | Bp  | Bc | Diff |
| ---- | --------------------------- | --- | -- | -- | -- | -- | --- | -- | ---- |
| 1    | RACING FC MONTEGNEE         | 52  | 30 | 24 | 4  | 2  | 100 | 38 | +62  |
| 2    | R. CS Brainois              | 47  | 30 | 22 | 3  | 5  | 80  | 25 | +55  |
| 3    | Léopold Club Bastogne       | 36  | 30 | 16 | 4  | 10 | 59  | 55 | +4   |
| 4    | R. Ixelles SC               | 35  | 30 | 16 | 3  | 11 | 60  | 58 | +2   |
| 5    | R. CS Andennais             | 33  | 30 | 11 | 11 | 8  | 86  | 69 | +17  |
| 6    | R. Ans FC                   | 33  | 30 | 13 | 7  | 10 | 57  | 47 | +10  |
| 7    | R. FC La Rhodienne          | 33  | 30 | 14 | 5  | 11 | 50  | 36 | +14  |
| 8    | R. Union Halloise           | 31  | 30 | 11 | 9  | 10 | 73  | 62 | +11  |
| 9    | R. Jeunesse Arlonaise       | 28  | 30 | 11 | 6  | 13 | 58  | 60 | -2   |
| 10   | R. Union Hutoise FC         | 26  | 30 | 9  | 8  | 13 | 55  | 63 | -8   |
| 11   | R. CS Hallois               | 26  | 30 | 10 | 6  | 14 | 60  | 54 | +6   |
| 12   | R. CS Florennois            | 24  | 30 | 8  | 8  | 14 | 41  | 65 | -24  |
| 13   | CS Libramontois             | 24  | 30 | 9  | 6  | 15 | 44  | 66 | -22  |
| 14   | Union Basse-Sambre Auvelais | 23  | 30 | 11 | 1  | 18 | 52  | 86 | -34  |
| 15   | R. FC JS Athusienne         | 16  | 30 | 4  | 8  | 18 | 53  | 90 | -37  |
| 16   | R. RC Vottem                | 13  | 30 | 3  | 7  | 20 | 36  | 90 | -54  |

### Promotion B
| Rang | Équipe                       | Pts | J  | G  | N | P  | Bp | Bc  | Diff |
| ---- | ---------------------------- | --- | -- | -- | - | -- | -- | --- | ---- |
| 1    | R. FC BRESSOUX               | 44  | 30 | 19 | 6 | 5  | 71 | 34  | +37  |
| 2    | FC Esperanza Neerpelt        | 43  | 30 | 20 | 3 | 7  | 83 | 37  | +46  |
| 3    | K. Wezel Sport FC            | 37  | 30 | 15 | 7 | 8  | 93 | 68  | +25  |
| 4    | FC Helzold                   | 36  | 30 | 14 | 8 | 8  | 62 | 28  | +34  |
| 5    | K. VV Vosselaar              | 35  | 30 | 15 | 5 | 10 | 73 | 57  | +16  |
| 6    | FC Eendracht Houthalen       | 35  | 30 | 16 | 3 | 11 | 65 | 47  | +18  |
| 7    | K. Mol Sport                 | 34  | 30 | 15 | 4 | 11 | 80 | 51  | +29  |
| 8    | K. VV Looi Sp. Tessenderlo   | 31  | 30 | 13 | 5 | 12 | 64 | 66  | -2   |
| 9    | K. Vereniging Aarschot Sport | 30  | 30 | 13 | 4 | 13 | 68 | 54  | +14  |
| 10   | FC Verbroedering Arendonk    | 29  | 30 | 12 | 5 | 13 | 79 | 69  | +10  |
| 11   | R. Albert Club Chèvremontois | 29  | 30 | 12 | 5 | 13 | 59 | 55  | +4   |
| 12   | R. Excelsior FC Hasselt      | 28  | 30 | 11 | 6 | 13 | 61 | 52  | +9   |
| 13   | R. Fléron FC                 | 27  | 30 | 10 | 7 | 13 | 57 | 69  | -12  |
| 14   | Lommelse SK                  | 24  | 30 | 10 | 4 | 16 | 50 | 77  | -27  |
| 15   | R. FC Union Wandre           | 11  | 30 | 3  | 5 | 22 | 36 | 103 | -67  |
| 16   | Everbeur Sport Averbode      | 7   | 30 | 2  | 3 | 25 | 33 | 167 | -134 |

### Promotion C
| Rang | Équipe                   | Pts | J  | G  | N  | P  | Bp | Bc | Diff |
| ---- | ------------------------ | --- | -- | -- | -- | -- | -- | -- | ---- |
| 1    | R. AA LOUVIEROISE        | 49  | 30 | 22 | 5  | 3  | 78 | 27 | +51  |
| 2    | VC V&V Terhagen          | 37  | 30 | 16 | 5  | 9  | 66 | 44 | +22  |
| 3    | R. SCUP Jette            | 36  | 30 | 15 | 6  | 9  | 58 | 40 | +18  |
| 4    | R. Union Jemappes        | 34  | 30 | 13 | 8  | 9  | 47 | 38 | +9   |
| 5    | R. FC Houdinois          | 33  | 30 | 15 | 3  | 12 | 41 | 48 | -7   |
| 6    | FC N&V Grobbendonk       | 32  | 30 | 12 | 8  | 10 | 48 | 38 | +10  |
| 7    | R. Vilvoorde FC          | 30  | 30 | 11 | 8  | 11 | 59 | 55 | +4   |
| 8    | R. Crossing FC Ganshoren | 29  | 30 | 11 | 7  | 12 | 51 | 49 | +2   |
| 9    | K. FC Duffel             | 28  | 30 | 11 | 6  | 13 | 40 | 54 | -14  |
| 10   | R. Léopold Club Hornu    | 27  | 30 | 9  | 9  | 12 | 52 | 48 | +4   |
| 11   | R. SC Wasmes             | 27  | 30 | 10 | 7  | 13 | 40 | 54 | -14  |
| 12   | FC Nijlen                | 27  | 30 | 11 | 5  | 14 | 51 | 53 | -2   |
| 13   | R. CS Saint-Josse        | 26  | 30 | 8  | 10 | 12 | 29 | 43 | -14  |
| 14   | K. New Star Tervuren     | 23  | 30 | 8  | 7  | 15 | 45 | 62 | -17  |
| 15   | R. Léopold CB            | 23  | 30 | 9  | 5  | 16 | 45 | 50 | -5   |
| 16   | R. FC Athois             | 19  | 30 | 8  | 3  | 19 | 42 | 79 | -37  |

### Promotion D
| Rang | Équipe                | Pts | J  | G  | N  | P  | Bp | Bc | Diff |
| ---- | --------------------- | --- | -- | -- | -- | -- | -- | -- | ---- |
| 1    | K. SV WAREGEM         | 48  | 30 | 20 | 8  | 2  | 60 | 19 | +41  |
| 2    | K. SK Roeselaere      | 38  | 30 | 17 | 4  | 9  | 69 | 48 | +21  |
| 3    | R. AS Renaisienne     | 36  | 30 | 14 | 8  | 8  | 53 | 33 | +20  |
| 4    | K. RC Lokeren         | 35  | 30 | 15 | 5  | 10 | 66 | 59 | +7   |
| 5    | R. Stade Mouscronnois | 31  | 30 | 11 | 9  | 10 | 64 | 53 | +11  |
| 6    | Cappellen FC KM       | 31  | 30 | 11 | 9  | 10 | 47 | 44 | +3   |
| 7    | K. FC Eeklo           | 31  | 30 | 11 | 9  | 10 | 54 | 52 | +2   |
| 8    | K. RC Borgerhout      | 28  | 30 | 8  | 12 | 10 | 41 | 51 | -10  |
| 9    | K. FC Roeselaere      | 28  | 30 | 10 | 8  | 12 | 54 | 47 | +7   |
| 10   | K. SK Geeraardsbergen | 27  | 30 | 7  | 13 | 10 | 49 | 47 | +2   |
| 11   | FC Waaslandia Burcht  | 27  | 30 | 10 | 7  | 13 | 41 | 49 | -8   |
| 12   | K. SV Oudenaarde      | 26  | 30 | 8  | 10 | 12 | 45 | 56 | -11  |
| 13   | K. Boechoutse VV      | 26  | 30 | 9  | 8  | 13 | 35 | 53 | -18  |
| 14   | K. Hoboken SK         | 25  | 30 | 9  | 7  | 14 | 34 | 50 | -16  |
| 15   | K. SC Menen           | 24  | 30 | 8  | 8  | 14 | 44 | 65 | -21  |
| 16   | FC Germinal Ekeren    | 19  | 30 | 7  | 5  | 18 | 30 | 60 | -30  |

## Récapitulatif de la saison
- Champion A: Racing FC Montegnée (1er titre en Promotion (D4))
- Champion B: R. FC Bressoux (1er titre en Promotion (D4))
- Champion C: R. AA Louviéroise (1er titre en Promotion (D4))
- Champion D: SV Waregem (1er titre en Promotion (D4))
- Premier titre de Promotion (D4) pour la Province de Flandre occidentale
- Premier  titre de Promotion (D4) pour la Province de Hainaut
- Deuxième et Troisième titre de Promotion (D4) pour la Province de Liège

| Région flamande (30)            | Région flamande (30) | Province de Brabant (13)     | Province de Brabant (13) | Région wallonne (21)   | Région wallonne (21) |
| ------------------------------- | -------------------- | ---------------------------- | ------------------------ | ---------------------- | -------------------- |
| Province d'Anvers               | 14                   | Région de Bruxelles-Capitale | 5                        | Province de Hainaut    | 6                    |
| Province de Flandre-Occidentale | 5                    | Province du Brabant flamand  | 7                        | Province de Liège      | 8                    |
| Province de Flandre-Orientale   | 5                    | Province du Brabant wallon   | 1                        | Province de Luxembourg | 4                    |
| Province de Limbourg            | 6                    |                              |                          | Province de Namur      | 3                    |

1. ↑  Au niveau footballistique, la province de Brabant est toujours unitaire malgré sa partition territoriale en 1995.

### Admission en D3 / Relégation de D3
Les quatre champions montent en Division 3, où ils remplacent les quatre relégués: Herve, OLSE Merksem, le Rupel SK, et Winterslag.

#### Relégations vers les séries provinciales
12 clubs sont relégués vers le 5e niveau désormais appelé « Première provinciale ».
| Clubs                                               |   | Provinces                       |
| --------------------------------------------------- | - | ------------------------------- |
| FC Germinal Ekeren, K. SK Hoboken                   | ⇒ | Province d'Anvers               |
| Everbeur Sport, R. Léopold CB, K. New Star Tervuren | ⇒ | Province de Brabant             |
| K. SC Menen                                         | ⇒ | Province de Flandre-Occidentale |
|                                                     | ⇒ | Province de Flandre-Orientale   |
| R. FC Athois                                        | ⇒ | Province de Hainaut             |
| R. RC Vottem, R. FC Union Wandre                    | ⇒ | Province de Liège               |
| Lommelse SK                                         | ⇒ | Province de Limbourg            |
| FC JS Athusienne                                    | ⇒ | Province de Luxembourg          |
| UBS Auvelais                                        | ⇒ | Province de Namur               |

##### Remarques concernant certains relégués
Le « Léopold », pour rappel fondateur du championnat de Belgique en 1895, quitte à nouveau les séries nationales après deux saisons de présence. Le vénérable matricule 5 va mettre...49 ans pour retrouver ce rang ! Entretemps, le cercle connaît plusieurs adaptations d'appellation et/ou fusions.
Le R. FC Athois ne revient en séries nationales que 40 saisons plus tard.
Le R. RC Vottem dispute sa 14e saison en séries nationales. Jusqu'à 2012, ce club n'y apparaît plus.

#### Montées depuis les séries provinciales
Douze clubs sont admis en « Promotion » (4e niveau) depuis le 5e niveau désormais appelé « Première provinciale ».
| Provinces                       | Montant                          |
| ------------------------------- | -------------------------------- |
| Province d'Anvers               | FC Heist Sportief, Kontich FC    |
| Province de Brabant             | K. FC Diest, AC Betekom          |
| Province de Flandre-Occidentale | K. Vereniging CS Yprois          |
| Province de Flandre-Orientale   | SK Deinze                        |
| Province de Hainaut             | US du Centre                     |
| Province de Liège               | R. Prayon FC, FC Melen-Micheroux |
| Province de Limbourg            | V&V Overpelt-Fabriek             |
| Province de Luxembourg          | Entente Bertrigeoise             |
| Province de Namur               | R. Ham FC                        |

## Débuts en Promotion
Neuf clubs ayant déjà évolué dans une série nationale du football belge prennent part pour la première fois au championnat de « Promotion » en tant que 4e niveau:
- K. Mol Sport est le 15e club anversois différent à jouer en « Promotion » (ex aequo avec Grobbendonk et W. Burcht, voir ci-après)
- Everbeur Sport Averbode est le 12e club brabançon différent à jouer en « Promotion » (ex aequo avec K. NS Tervuren, voir ci-après)
- K. SC Menen est le 6e club flandrien occidental différent à évoluer en « Promotion »
- R. AS Renaisienne est le 7e club flandrien oriental différent à évoluer en « Promotion »
- R. AA Louviéroise et R. FC Houdinois sont les 7e et 8e clubs hennuyers différents à jouer en « Promotion »
- R. Ans FC est le 10e club liégeois différent à évoluer en « Promotion » (ex aequo avec R. AC Chèvremontois, voir ci-après)
- K. Looi Sport Tessenderlo est le 11e club limbourgeois différent à évoluer en « Promotion »
- R. CS Andennais est le 5e club namurois différent à évoluer en « Promotion »

## Débuts en séries nationales
Cinq clubs jouent leur toute première saison en séries nationales. Ils portent le nombre de cercles à avoir atteint l'échelon national du football belge à 236 clubs différents.
En tenant des clubs ayant déjà joué en national mais évoluant pour la première fois à ce niveau, le nombre total de clubs ayant joué en « Promotion » en tant que 4e niveau passe à 80.
- FC Nut & Vermaak Grobbendonk et Waaslandia Burcht sont les 48e et 49e clubs anversois différents à évoluer en séries nationales, les 15e différents en « Promotion » (ex aequo avec Mol Sport)
- K. NS Tervuren est le 41e club brabançon différent à évoluer en séries nationales, le 12e différent en « Promotion »
- R. AC Chèvremontois est le 36e club liégeois différent à évoluer en séries nationales, le 10e différent en « Promotion »
- LC Bastogne est le 10e club luxembourgeois différent à évoluer en séries nationales, le 5e différent en « Promotion »

## Société Royale: changement d'appellation
À la fin de cette saison, le Racing FC Montegnée (matricule 77) est reconnu Société Royale et adapte sa dénomination officielle qui devient: Royal Racing Football Club Montegnée (matricule 77).